# Сергеј Милинковић Савић
Сергеј Милинковић Савић (Љеида, 27. фебруар 1995) је српски фудбалер који игра у везном реду и тренутно наступа за Ел Хилал и репрезентацију Србије.

## Клупска каријера

### Војводина
Милинковић Савић је прошао кроз омладинску школу Војводине. Био је један од играча из те генерације који су играли за омладинске репрезентације Србије и освојили две узастопне титуле, заједно са Мијатом Гаћиновићем. Сходно томе, Милинковић Савић је 26. децембра 2012. године потписао свој први професионални уговор са Војводином на три године.
Милинковић Савић је дебитовао у поразу од 3:0 у Јагодини 23. новембра 2013. године. Први гол је дао на утакмици са Спартаком из Суботице 9. марта 2014. Укупно је играо на 13 првенствених утакмица и постигао три гола у сезони 2013/14. Такође је помогао Војводини да освоји куп Србије.

### Генк
У јуну 2014. године потписао је петогодишњи уговор са белгијским клубом Генком и обукао дрес са бројем 20. Дебитовао је за клуб 2. августа 2014. у првом колу домаћег првенства против Серкл Брижа. Милинковић Савић је постигао свој први гол за Генк на мечу против Локерена 18. јануара 2015. Укупно је постигао пет лигашких голова у 24 наступа током сезоне 2014/15.

### Лацио
Дана 31. јула 2015. године објављено је да ће се Милинковић Савић придружити италијанском клубу Лацио. Постигао је свој први гол за Лацио у Лиги Европе против Дњипра. Први гол у Серији А је дао у победи од 3:1 у гостима са Фиорентином 9. јануара 2016. Током дебитантске сезоне, Милинковић Савић је имао 35 наступа и постигао три гола за Лацио на свим такмичењима. У својој другој сезони у Лацију, дао је седам голова на 38 утакмица.

## Репрезентативна каријера
Наступао је за репрезентацију Србије до 19 година на Европском првенству 2013. године у Литванији, а у финалу Србија је победила Француску и постала шампион Европе.
Са репрезентацијом Србије до 20 године постао је првак света на првенству на Новом Зеланду 2015. године.
У октобру 2015. године, Милинковић Савић је добио први позив селектора Радована Ћурчића за утакмице квалификација за Европско првенство 2016. против Албаније и Португалије. Али није улазио у игру. Поново је добио позив у новембру 2017. за пријатељске утакмице против Кине и Јужне Кореје у склопу припрема Србије за Светско првенство 2018. у Русији. Дебитовао је за репрезентацију 10. новембра 2017. против Кине.
Наступио је на све три утакмице које је Србија играла у групи на Светском првенству 2018. у Русији.

## Приватни живот
Милинковић Савић је рођен у спортској породици у Љеиди, Шпанија, где је његов отац Никола Милинковић тада професионално играо фудбал. Његова мајка, Милана Савић, бивша је кошаркашица. Сергеј је старији брат српског фудбалера Вање Милинковића Савића.

## Успеси

### Клупски
- Војводина
  - Куп Србије (1): 2013/14.
- Лацио
  - Куп Италије (1): 2018/19.
  - Суперкуп Италије (2): 2017, 2019.
- Ел Хилал
  - Саудијска професионална лига (1): 2023/24.
  - Краљев куп (1): 2023/24.
  - Саудијски суперкуп (1): 2023.

### Репрезентативни
- Србија
  - Европско првенство до 19 година (1): 2013.
  - Светско првенство до 20. године (1): 2015.

### Појединачни
- Бронзана лопта на Светском првенству до 20 година: 2015.
- Тим године у Серији А (1): 2017/18.[14]
- Најбољи везни играч у Серији А (1): 2018/19.[15]
- Најбољи играч месеца у Серији А (2): децембар 2019,[16] јануар 2021[17]
- Најбољи играч године у Лацију (1): 2020/21.[18]